# Healthcare CRM
Healthcare CRM, auch bekannt als Healthcare Relationship Management, ist ein weit verbreiteter Begriff für ein Customer-Relationship-Management-System, oder CRM, im Gesundheitswesen. Es gibt zwei verschiedene Arten von CRM Systeme für das Gesundheitswesen: eine davon ist, dass eine Gesundheitsorganisation effizient mit ihren Patienten in Kontakt steht, und die andere ist, dass eine Gesundheitsorganisation mit den überweisenden Gesundheitseinrichtungen in Kontakt bleibt.
Es gibt zwei Arten von CRM für das Gesundheitswesen, weil die Gesundheitsorganisationen auf zwei verschiedene Känale neue Patienten generieren können. Die erste Weg ist die Wahl des Patienten. Personen, die krank oder verletzt sind, einen Zahnarzt benötigen, oder auf irgendeine Weise einen Leistungserbringer brauchen, finden diesen, der ihren Bedürfnissen entspricht. Gesundheitsorganisationen möchten neue Patienten gewinnen oder Patientenkontakte aufrechterhalten, weshalb sie ein Gesundheits-CRM zur Verwaltung dieser Beziehung verwenden. Dieses können Aufgaben sein, wie das Senden von Termin-Erinnerungen oder Geburtstagskarten.
Der zweite Weg von Gesundheitsorganisationen Patienten zu generieren, ist durch überweisende Gesundheitseinrichtungen. Wenn z. B. eine Person zu einem Zahnarzt geht und diese Person ihre Weisheitszähne entfernen lassen muss, kann der Zahnarzt diesen Patienten an einen Kieferchirurgen überweisen. Viele Krankenhäuser und eine Vielzahl Spezialkliniken sind stark abhängig von Überweisungen. Krankenhäuser und Spezialkliniken nutzen ein Gesundheits-CRM, um die Beziehungen zu Hausärzten oder anderen überweisenden Gesundheitsorganisationen aufrechtzuerhalten., bzw. zu stärken.
Ein gesundheitsspezifisches CRM unterscheidet sich von traditionellen CRM-Systemen hauptsächlich in dreierlei Hinsicht:
1. CRM-Systeme für das Gesundheitswesen sind so aufgebaut, dass sie innerhalb der einzigartigen Struktur einer Gesundheitsorganisation funktionieren. Bei einem generischen CRM-System wird beispielsweise davon ausgegangen, dass alle Personen, welche es speichert, jederzeit nur einer Organisation zugeordnet werden können. Ärzte arbeiten jedoch häufig in mehreren Gesundheitseinrichtungen. Generische CRM-Systeme benötigen umfangreiche Anpassungen, um die Anforderungen von Gesundheitsorganisationen zu erfüllen[7].
2. CRM-Systeme für das Gesundheitswesen vereinheitlichen und gleichen automatisch Daten aus Laborinformationssystemen (LIS), Rechnungen, Lieferungen, Kurierdiensten, Zahlungspflichtigen und anderen Quellen ab. Generische CRM-Systeme erwarten eine signifikante manuelle Eingabe von Mitarbeiter im Gesundheitswesen.
3. CRM-Systeme für das Gesundheitswesen in den USA sind so konzipiert, dass sie HIPPA-kompatibel sind und eine sichere Zusammenarbeit bieten, um die Anforderungen des Gesundheitswesens zu erfüllen.

Es gibt einige Unternehmen, die CRM für das Gesundheitswesen anbieten. Die folgende Tabelle zeigt die Branchenführer für die beiden Arten von CRM für das Gesundheitswesen.
| Individuelle Gesundheits-CRM                                | Überweisende Gesundheits-CRM     | Individuelle und überweisende Gesundheits-CRM                        |
| ----------------------------------------------------------- | -------------------------------- | -------------------------------------------------------------------- |
| Healthgrades, Oracle, VerioMed, Influence Health, MedEngage | Healthgrades, MarketWare systems | Healthgrades, tuOtempO, DocEngage, Evariant, hc1.com Sequence Health |